# Aeroportul Municipal West Memphis
Aeroportul Municipal West Memphis (IATA: AWM, ICAO: KAWM, FAA LID: AWM) este un aeroport din Arkansas, Statele Unite ale Americii ce deservește zona West Memphis⁠(d). Aeroportul a fost tranzitat în 2019 de 18 pasageri. A fost numit după zona deservită.
Situat la o altitudine de 65 m, aeroportul dispune de 1 pistă.

## Infrastructură

### Piste
Aeroportul dispune de o singură pistă. Pista 17/35 are suprafața de beton și dimensiunile 6.003 picioare × 100 picioare. 